# 蓝箭航天
蓝箭航天空间科技股份有限公司（简称蓝箭航天）是中國民营运载火箭企业，成立于2015年，中国国家高新技术企业，国际宇航联合会会员。
该公司致力于研制以液氧甲烷作为推进剂的中大型运载火箭系列产品，为市场提供火箭发射服务。中国大陆首家取得全部准入资质的民营运载火箭企业，并于2018年10月27日完成中国首次民营运载火箭发射。2023年7月12日，蓝箭航天朱雀二号成为全球首枚成功发射入轨的液氧甲烷火箭。

## 发展历程
2015年6月，蓝箭航天成立。2018年10月，蓝箭航天进行了中国首次民营运载火箭的入轨发射，其固体火箭“朱雀一号”最终发射失败。
2019年5月，天鹊80吨液氧甲烷发动机完成装配。
2020年5月，朱雀二号完成控制系统与发动机匹配验证，突破泵后摇摆技术。
2020年11月，朱雀二号二级火箭发动机联合试车成功。
2020年12月，火箭可回收「神器」针栓式喷注器试车成功。
2021年1月，天鹊80吨液氧甲烷发动机400秒试车成功。
2021年2月，朱雀二号火箭一级发动机总装完成。
2021年3月，天鹊10吨级液氧甲烷发动机通过了4000秒试车考核，单台试车时长突破万秒。
2021年6月，嘉兴蓝箭航天中心首期竣工。
2021年8月，入选中国工信部建议支持的国家专精特新「小巨人」企业名单。
2022年1月，已公开的专利申请及获得的软件著作权总和超过了500，其中发明专利授权已达120件。
2022年4月，蓝箭航天首席技术官周遇仁获授中国“五一劳动奖章”。
2022年5月，蓝箭航天成为“中国大陆科技创新企业500强”之一。
2022年10月，“天鹊”真空型发动机“TQ-15A”完成全系统试车。
2022年11月，朱雀二号遥二火箭开始总装。
2022年11月，“云鹊”发动机全系统试车成功。
2022年12月，开始了首枚发射的液氧甲烷运载火箭朱雀二号遥一火箭的飞行试验，此次飛行試驗失利。
2023年7月，朱雀二号遥二火箭成功入轨，朱雀二号成为全球首款实现发射入轨的液氧甲烷火箭。

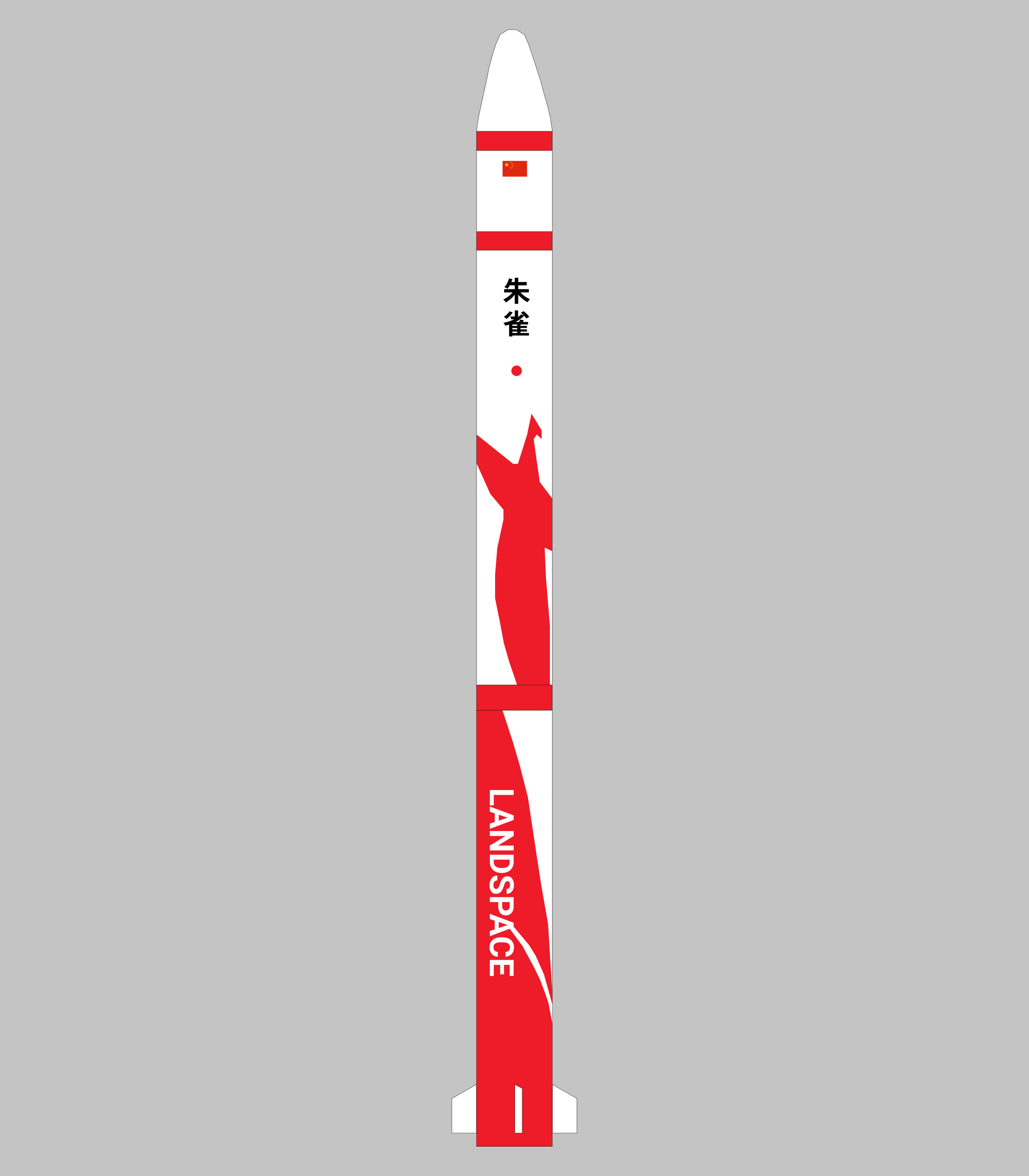
朱雀一号运载火箭

## 主要产品
| 天鹊（TQ-12）80吨液氧甲烷发动机                                                                   | 朱雀二号（ZQ-2）运载火箭系统 |
| ------------------------------------------------------------------------------------------------- | --- |
| - 真空推力：80t - 真空比冲：350s - 混合比：3.5 - 喷管扩张面积比：40 - 喷口直径：1.5m - 总高：3.6m | - 火箭级数：2 - 推进剂：液氧甲烷 - 运载能力：4000kg@500km SSO - 6000kg@200km LEO - 全箭总长：49.5m - 箭体直径：3350mm - 整流罩直径：3350mm - 起飞质量：219t - 起飞推力：268t |

## 技术

### 火箭技术
• 牵制释放发射技术及发动机启动故障诊断技术
• 中大型火箭“三平”发射技术
• 通用化模块化低成本技术
• 甲烷自生增压技术
• 液氧甲烷推进剂可重复使用
• 液体运载火箭电气遥测一体化技术
• 射前加注无人值守发射支持技术 

### 发动机技术
• 高效低温泵技术高效稳定燃烧技术
• 大型喷管智能激光焊接技术
• 涡轮泵流体动压密封技术大范围推力调节技术

## 基础设施
蓝箭航天在中国国内拥有多个研发与制造基地，拥有液体火箭发射工位，以为客户提供发射服务的系统解决方案：
- 北京研发中心：负责研制、运营液体运载火箭及主发动机。
- 西安研发分中心：负责液体运载火箭的动力系统研制工作。
- 上海研发分中心：负责液体运载火箭的结构系统研制工作。
- 发动机智能制造基地：设于浙江湖州，负责液体火箭发动机及核心部组件生产、制造和测试任务，该基地内设有中国民营航天首个热态试验台及模态试验塔等航天关键性试验基础设施。
- 火箭制造基地：设于浙江嘉兴，负责研制新型液体火箭产品。
- 液体火箭发射工位：设于甘肃酒泉，由蓝箭航天投资建设、管理运营的自有发射工位。

## 事件

### 2024年1月29日巨响事件
2024年1月29日晚上7时30分，有網民稱上海市松江区發生巨響，更有传言说當地發生爆炸。上海市松江区应急管理局表示松江区并未发生爆炸，后续松江区政府会统一解释。上海市气象局官方微博也发文指出事发时松江区没有雷电活动。1月30日，蓝箭航天回应表示，位于上海松江的蓝箭航天800所在室外低温试验工位开展了商业航天贮箱低温静力爆破试验，贮箱在0.65MPa压力下正常破坏，试验控制过程无异常，部分玻璃轻微受损，三位跟产人员受到轻微擦伤。